# (14357) 1987 UR
(14357) 1987 UR là một tiểu hành tinh vành đai chính. Nó được phát hiện bởi Kenzo Suzuki và Takeshi Urata ở thành phố Toyota, Aichi, Nhật Bản, ngày 22 tháng 10 năm 1987.